# ヘンリー・リュングマン
ヘンリー・リュングマン（Henry Ljungmann、生没年不詳）はノルウェーの元スキージャンプ選手。1920年代に活躍し、1925年のノルディックスキー世界選手権で銀メダルを獲得、最長不倒となる47mを記録した。